# رومان كومبو
رومان كومبو (بالفرنسية: Romain Combaud)‏ (و. 1991  م) هو راكب دراجة هوائية فرنسي، ولد في سان دولشار.

## سجل الفوز

### سباقات أو مراحل فاز بها
| التاريخ        | السباق                                   | المركز                      |
| -------------- | ---------------------------------------- | --------------------------- |
| 01 يناير 2015  | كأس فرنسا لركوب الدراجات على الطريق 2015 | السابع في تصنيف أفضل شاب    |
| 21 أغسطس 2015  | طواف ليموزين 2015                        |                             |
| 13 سبتمبر 2015 | طواف دوبس 2015                           | الرابع في التصنيف العام     |
| 08 مايو 2016   | أربعة أيام من دونكيرك 2016               | المرتبة 12 في التصنيف العام |
| 13 أغسطس 2016  | طواف أين 2016                            | الثاني في تصنيف الجبال      |
| 04 سبتمبر 2016 | طواف ديف يغد 2016                        | السابع في تصنيف أفضل شاب    |
| 29 يناير 2017  | سباق جائزة لا مارسيليس الكبرى 2017       |                             |
| 12 فبراير 2017 | تروفيو لايقويليا 2017                    | العاشر في التصنيف العام     |
| 11 أبريل 2017  | باريس-كاممبير 2017                       | الخامس في التصنيف العام     |
| 01 أكتوبر 2017 | طواف فونديه 2017                         | الرابع في التصنيف العام     |
| 04 فبراير 2018 | نجم بسجس 2018                            | السابع في تصنيف الجبال      |

## روابط خارجية
- رومان كومبو على موقع الاتحاد الدولي للدراجات (الإنجليزية)
- رومان كومبو على موقع أرشيف الدراجات (الإنجليزية)
- رومان كومبو على موقع إحصائيات الدراجات الإحترافية (الإنجليزية)
- رومان كومبو على موقع نسبة الدراجات (الإنجليزية)